# 石川総紀
石川 総紀（いしかわ ふさのり）は、伊勢亀山藩の第8代藩主。伊勢亀山藩石川家13代。

## 生涯
文化12年11月13日（1815年12月13日）、旗本（大島石川家）石川総登の次男として江戸で生まれる。天保4年1月8日（1833年2月27日）第7代藩主石川総安が死去したが嫡男総禄が未だ幼年であったため喪を発せず、総紀を養嗣子とする届け出を行い許可を得、漸く2月13日（4月2日）に喪を発した。総紀は4月4日（5月22日）家督を相続、総佐の娘阿豊を正室とし、同嫡男総禄を養子とした。天保5年（1834年）に従五位下、日向守に叙位・任官する。
天保7年（1836年）、仙石騒動・竹島事件により、老中辞任の上永蟄居を命じられた松平康任の腹心を幕命により預かる。翌天保8年8月13日（1837年9月12日）、亀山は大暴風雨に襲われ、甚大な被害を受けると共に大飢饉をもたらした（天保の大飢饉）。「鈴鹿郡野史」によれば、1日に最大で36名の死者があり、月に10名内外が路傍で餓死し、家屋内で餓死や病死した者が100名内外いたと記録されている。総紀は領内の状況に鑑み、速やかに蔵米4千石を窮民に与え、さらに米3千石を豪農巨商に貸し付け廉価販売を行わせ米価高騰を防いだ。藩主の意を汲み、高録家臣も自家蔵米・軍用米のほとんどを貧民や下級藩士に対して分け与えたと伝えられる。自藩ばかりでなく支藩常陸下館藩の窮状は更にひどく、下館藩の年間収入の3割強を亀山藩は本藩として支援せざるを得ず、亀山藩では財政対策として藩士家禄に応じ17%から25%を求荒費として徴した。
飢饉に対する総紀の対応を幕府は高く評価し、嘉永2年（1849年）総紀を老中に推薦する旨の申し入れがあった。総紀は大いに喜び老中就任を望んだが、亀山より奉行佐藤四兵衛が江戸に赴き、藩財政窮乏の中老中就任は老中として国事に専念できず、藩主として危急存亡の状態にある藩の維持もできなくなると説き、総紀の想いを断念させた。江戸詰め家臣は総紀の老中就任推薦を喜び、就任を引き留めようとする国許藩士と総紀との面談をはばもうとした。なお、過去からの財政難に加え、飢饉対策・支藩支援により藩債発行残高は33万両に達していた。これに対して藩収入は金額にして6万両（年米高6万俵）、藩債利息7歩（2万3千両）・家臣俸米3万4千5百両、差し引き2千5百両の中で諸経費支払いを行う状況にあったとされる（なお、幕末時実際の石高は8万4千石（8万4千両）とする資料もある）。後日、総紀が国許入りした際、佐藤四兵衛は藩内大目付の不正に連座し職を免ぜられた。
嘉永6年5月7日（1853年6月13日）、家督を養子の総禄に譲り隠居するが、なおも藩政の実権は握り続けた。総禄は家老近藤織部(近藤幸殖)と共に勤皇派の黒田孝富等を登用したが、総禄死去後の文久3年（1863年）、総紀は近藤・黒田等勤皇派を蟄居させ、家老佐治亘理を中心に保守派に藩政執らせた。明治維新へと向かう晩年は、総禄の跡を継いだ四男総脩、六男成之に先立たれ、孤独であったという。明治19年（1886年）11月1日に東京で死去、享年72。

## 系譜
父母
- 石川総登（実父）
- 石川総安（養父）

正室
- 石川総安の娘

子女
- 森川俊徳（次男）
- 石川総脩（四男）
- 石川成之（六男）

養子
- 石川総禄 ー 石川総安の長男